# Didemnum vexillum
Didemnum vexillum is een zakpijpensoort uit de familie van de Didemnidae. De wetenschappelijke naam van de soort werd in 2002 voor het eerst geldig gepubliceerd door Kott.

## Beschrijving
Een kolonie van Didemnum vexillum bestaat uit een aantal zakvormige zoïden, verbonden door een gemeenschappelijke mantel. Elke zoïde is ongeveer 1 mm lang en heeft een buccale sifo (instroomopening) waardoor water naar binnen wordt gezogen. Het water gaat dan naar een gedeelde holte van waaruit het via een atriale sifo (uitstroomopening) wordt weggepompt. Het oppervlak van de kolonie is glad, leerachtig en ziet er vaak geaderd uit; de instroomopeningen verschijnen als talrijke fijne poriën, en de uitstroomopeningen als een kleiner aantal grotere gaten. De kolonie is stevig bevestigd aan een hard substraat waarvan ze moeilijk los te maken zijn.
D. vexillum heeft verschillende vormen op verschillende locaties. Het kan zowel een dunne of dikke korstmat vormen als ook grote of kleine lobben. De kleur kan oranje, roze, geelbruin, roomgeel of grijswit zijn en de mantel wordt spaarzaam versterkt door stervormige spicules met negen tot elf stralen. Waar weinig waterbeweging is, kunnen de kolonies bungelen in touwachtige massa's aan harde substraten, zoals kabels, dokken en de rompen van schepen. Deze draderige formaties hebben ertoe geleid dat het in Canada in de volksmond "Sea Cheese" (zeekaas) wordt genoemd. Op plaatsen met sterkere stroming bedekken ze het oppervlak van rotsen, keien, kiezelstenen, grind en oesterbanken in een dunne, korstvormende laag.

## Verspreiding
Didemnum vexillum is een invasieve, snel verspreidend koloniale zakpijp dat rotsen, schaaldieren en andere organismen (bijvoorbeeld sponzen, hydroïdpoliepen, manteldieren, algen) overwoekert. Het is waarschijnlijk afkomstig uit het noordwesten van de Stille Oceaan, mogelijk Japan, maar is gemeld in verschillende delen van de wereld, waaronder Nieuw-Zeeland, Noord-Amerika en Europa. 
De identificatie ervan in deze geïntroduceerde gebieden was besproken, maar recente genetische en morfologische studies bevestigden dat veel van deze wereldpopulaties D. vexillum zijn. De eerste bekende verschijning aan de oostkust van de Verenigde Staten was in de monding van de Damariscotta-rivier, Maine in 1982. Het is nu gebruikelijk van Shinnecock Inlet, New York tot Eastport, Maine. Het eerste voorkomen van D. vexillum aan de westkust was in de Baai van San Francisco in 1993, maar het kan nu worden gevonden van Bahia San Quintin, Mexico tot Sitka, Alaska. Didemnum vexillum kan aanzienlijke economische schade toebrengen aan de visserij en de aquacultuur. Het kan ook negatieve ecologische effecten hebben en in sommige gebieden heeft de snelle expansie van deze soort de overvloed aan eerder gevestigde bodemdieren verminderd.